# Апаево
Апаево (мар. Кувшинсола) — деревня в Горномарийском районе Республики Марий Эл. Входит в состав Озеркинского сельского поселения.

## Этимология
Русское название произошло от марийского мужского имени Апай, означающего «немой». Марийское название состоит из двух слов: Кувшин + сола «селение, деревня». Марийский вариант Весйӓлмары состоит из трёх горномарийских слов: вес «другой» + йӓл «деревня» + мары «мариец, человек» — «мариец из другой деревни».

## География
Находится в юго-западной части республики Марий Эл на левобережье Волги на расстоянии приблизительно 5 км по прямой на северо-запад от районного центра города Козьмодемьянск и менее 1 км по на запад от центра поселения деревни Озерки.

## История
Упоминалась с 1717 года как Малая Рутка. По данным 1795 года здесь было 19 дворов с населением в 86 чел. В 1859 году было отмечено 13 дворов с населением в 81 чел., в 1897 году 25 и 127, в 1915 32 и 171, в 1919 32 и 159, в 1929 41 и 189, в 1943 40 и 130, в 1952 56 дворов, в 1979 72 двора. В советское время работали колхозы «Основатель», «Гранит» и «Смена».

## Население
Население составляло 159 человек (русские 34 %, мари 62 %) в 2002 году, 123 в 2010.